# 横山隆志
横山 隆志（よこやま たかし、1913年（大正2年）12月24日 - 1945年（昭和20年）4月14日）は、日本の水泳選手。1932年ロサンゼルスオリンピック800メートルリレーで金メダルを獲得した選手である。

## 人物
1913年、高知県高知市出身。1931年に高知市立高知商業学校（現・高知市立高知商業高等学校）を卒業し、早稲田大学商学部に進学。
1931年8月、日本で開催された日米対抗水上競技大会では800m自由形で10分25秒2のタイムで牧野正蔵らを抑えて優勝。
1932年ロサンゼルスオリンピック代表に選出され、大会本番では400メートル自由形では4位入賞を果たし、男子800メートルリレーで宮崎康二、遊佐正憲、豊田久吉と共に金メダルを獲得した。この栄誉を讃えられて宮崎、遊佐、豊田と共に1932年度の朝日賞体育部門（現：朝日スポーツ賞）を受賞した。
ロサンゼルスオリンピック後の横山の経歴については詳細不明であるが、1984年に横山の義姉が雑誌に寄せたコメントによると1945年、数え年33歳のときに心臓発作か何かで亡くなったという。曾根幹子の調査によれば、陸軍二等兵として軍籍にあった際に国内で戦病死。
1983年、高知県が春野総合運動公園体育館に開設した「高知県スポーツの殿堂」の第1回表彰者に選定された。

## 関連文献
- 曾根幹子「「戦没オリンピアン」をめぐる調査と課題 ―広島県出身選手を事例に―」『広島市公文書館紀要』第32号、2020年、1-13頁。
  - 表1 日本人戦没オリンピアン（2020年1月末日現在）(pp.9-10)